# Yvette Broch
Yvette Broch (født 23. december 1990 i Monster, Holland) er en hollandsk håndboldspiller, som spiller for Győri ETO KC i Nemzeti Bajnokság I og Hollands kvindehåndboldlandshold. Derudover blev hun nr. 2 ved Holland's Next Topmodel i 2008.
Hun besluttede i august 2018, at stoppe hendes karriere på ubestemt tid, grundet udmattelse og træthed. I 2020 vendte hun tilbage til tophåndbolden og begyndte at træne med hendes tidligere franske klub i Metz. Hun skiftede til den rumænske storklub CSM București i sommeren 2021.
I november 2023 blev hun efterudtaget til den hollandske VM-trup, grundet en skade fra Merel Freriks.

## Meritter
Landshold
- VM i håndbold:
  - Sølv: 2015
  - Bronze: 2017
- EM i håndbold:
  - Sølv: 2016

Europæiske turneringer
- EHF Champions League:
  - Vinder: 2017, 2018
  - Finalist: 2016
- EHF Cup:
  - Finalist: 2013

Nationale ligaer
- Nemzeti Bajnokság I
  - Vinder: 2016, 2017, 2018
- Magyar Kupa
  - Vinder: 2016, 2018
  - Sølv: 2017
- LFH Division 1 Féminine
  - Vinder: 2013, 2014
  - Sølv: 2015
- Coupe de France
  - Vinder: 2013